# تصنيف الاتحاد الأوروبي للأنشطة المستدامة
تصنيف الاتحاد الأوروبي للأنشطة المستدامة (التصنيف الأخضر) هو نظام تصنيف أسِس لتوضيح الاستثمارات المستدامة بيئيًا، في سياق الصفقة الخضراء الأوروبية. الهدف من هذا التصنيف هو منع ظاهرة الغسل الأخضر ومساعدة المستثمرين على اتخاذ خيارات أكثر مراعاة للبيئة. يُحكم على الاستثمارات من خلال ستة أهداف: التخفيف من آثار تغير المناخ، والتكيف مع تغير المناخ، والاقتصاد الدائري، والتلوث، والتأثير على المياه، والتنوع الحيوي. دخل التصنيف حيز التنفيذ في يوليو 2020. تعمل المملكة المتحدة على تصنيفها المنفصل.

## لمحة عامة
طُبِق تصنيف الاتحاد الأوروبي باعتباره جزءًا من مبادرات الصفقة الخضراء الأوروبية. أطلق الاتحاد الأوروبي الصفقة الأوروبية الخضراء بما يتماشى مع أهداف اتفاقية باريس للمناخ، وحدد الأهداف لتحقيق اقتصاد محايد للكربون بحلول عام 2050. تستند الصفقة الأوروبية الخضراء على خطة العمل الأوروبية بهدف تعزيز صناديق النمو المستدام، وبالتالي إعادة توجيه تدفقات رأس المال نحو الاستثمار المستدام. التمويل المستدام هو أحد الركائز الأساسية لاتفاقية الاتحاد الأوروبي الخضراء ويتطلب من القطاع الخاص والمستثمرين عمومًا تحويل تمويلهم نحو التحول الأخضر. لذلك، لتحقيق أهداف الصفقة الأوروبية الخضراء، تتجه المفوضية الأوروبية نحو الاستثمارات ذات المشاريع والأنشطة المستدامة. أدت خطة العمل هذه بعد ذلك إلى تصنيف الاتحاد الأوروبي.
تصنيف الاتحاد الأوروبي هو مخطط تصنيف أخضر لأنشطة اقتصادية محددة لتقييم أهدافها البيئية. يعتبر تصنيف الاتحاد الأوروبي في جوهره نظامًا يحدد الأنشطة المستدامة بيئيًا، ويوفر طرقًا يمكن للشركة من خلالها حساب معدل دوران الاستدامة. نشر الاتحاد الأوروبي لائحة تصنيف الاتحاد الأوروبي رسميًا في 22 يونيو 2020، بعد الموافقة عليها من قبل البرلمان الأوروبي في 18 يونيو 2020، ودخلت حيز التنفيذ في 12 يوليو 2020. في الوقت الحالي، يعتبر تصنيف الاتحاد الأوروبي أحد العوامل الرئيسية التي تحدد الخطى التي تساعد النظام المالي على إعادة توجيه رأس المال نحو اقتصاد منخفض الكربون يتوافق مع اتفاقية باريس. بناءً على النتائج التي توصل إليها فريق الخبراء التقنيين، خضع تصنيف الاتحاد الأوروبي لاختبارات مختلفة في كل من القطاعين العام والخاص بما في ذلك بنك الاستثمار الأوروبي وإدارة أصول بي إن بي باريبا.

### العمل التحضيري
بدأ العمل التحضيري في عام 2018، عندما شكلت المفوضية فريق الخبراء التقنيين المعني بالتمويل المستدام، للمساعدة في تطوير تصنيف الاتحاد الأوروبي، مع منظمة التعاون الاقتصادي والتنمية بصفة مراقب. في قضية التصنيف، كانت المهمة الأساسية لفريق الخبراء التقنيين هي تطوير معايير الفرز الفنية التي ستستخدم لتحديد ما إذا كان النشاط مستدامًا بيئيًا. نشر الفريق تقريره الأول في نهاية عام 2018، وقدم فيه المعايير الأولى للأنشطة المساهمة في التخفيف من تغير المناخ، وهو أحد الأهداف البيئية الستة للتصنيف، وكان مصحوبًا بدعوة للحصول على ردود الفعل بشأن المعايير المقترحة بشأن التخفيف من تغير المناخ وإمكانية استخدام التصنيف. نشر الفريق تقريره النهائي عن تصنيف الاتحاد الأوروبي في مارس 2020، والذي احتوى على الردود الفعل، والتوصيات المقدمة إلى لجنة تصميم التصنيف، ودليل عملي لمستخدمي التصنيف حول كيفية إجراء الكشوف، والتوصيات الخاصة بمنصة التمويل المستدام، والتي لم تكن قد أُنشئت بعد في وقت نشر التقرير. أرفق التقرير النهائي للفريق بملحق تقني يحتوي على منهجية محدثة لتقييم «المساهمة الكبيرة» للنشاط الاقتصادي في التخفيف من آثار تغير المناخ، ومعايير الفرز الفني المحدثة، والمعايير الجديدة المتعلقة بالأنشطة التي يمكن إدراجها في التصنيف مستقبلًا. مُدد تفويض الفريق، الذي كان من المفترض أن ينتهي في يونيو 2019، حتى سبتمبر 2020، بسبب الحجم الكبير من ردود الفعل الواردة بعد نشر التقرير الأول. واصل الفريق العمل بمهام استشارية بعد نشر التقرير التقني النهائي، في انتظار تشغيل منصة التمويل المستدام.

### الأهداف
على الرغم من قدرته على توفير تمويل مستدام لمؤيديه، ظل تصنيف الاتحاد الأوروبي عملًا تطوعيًا. هو متاحة للشركات والمستثمرين الذين يرغبون في تحسين المناخ والمخاطر البيئية، لاستخدامها كإطار قابل للتكيف. بالنسبة لأولئك الذين يرغبون في الاعتماد على تصنيف الاتحاد الأوروبي، هناك بند من الأهداف المتسقة التي يمكن تحقيقها والتي توفر فهمًا مشتركًا للأنشطة الاقتصادية الخضراء وبالتالي فهي جزء من الأهداف البيئية للاتحاد الأوروبي. عُين فريق الخبراء التقنيين في يوليو 2018 لصياغة النسخة الأولى من معايير التقييم الفني، والتأكد من أن المعايير المذكورة تتوافق مع أهداف حماية المناخ في الاتحاد الأوروبي. أدى ذلك إلى تقديم الاقتراح الأول في تصنيف الاتحاد الأوروبي في مارس 2020. حدد الاقتراح ستة أهداف بيئية على النشاط الاقتصادي الالتزام بها لتضمينها في تصنيف الاتحاد الأوروبي. الأهداف البيئية الستة للاتحاد الأوروبي التي وضعتها لائحة التصنيف هي:
- التخفيف من آثار تغير المناخ.
- التكيف مع تغير المناخ.
- الاستخدام المستدام وحماية الموارد المائية والبحرية.
- التحول إلى الاقتصاد الدائري.
- منع التلوث والسيطرة عليه.
- حماية واستعادة التنوع الحيوي والنظم البيئية.

### المتطلبات
لكي تجري الموافقة على النشاط الاقتصادي باعتباره مستدامًا بيئيًا ومتماشيًا مع التصنيف، عليه تقديم مساهمة كبيرة لواحد على الأقل من الأهداف السالفة الذكر، وفي الوقت نفسه ألا يكون له أثر ضار كبير على الأهداف الخمسة الأخرى. يًسمى المبدأ وفقًا لذلك «عدم الإضرار الكبير». إلى جانب الأهداف البيئية الستة، حدد تصنيف الاتحاد الأوروبي أيضًا أربع متطلبات يجب أن يفي بها النشاط الاقتصادي ليكون موجهًا نحو التصنيف:
- تقديم مساهمة كبيرة في هدف بيئي واحد على الأقل.
- عدم الإضرار بأي هدف بيئي آخر.
- التقيد بالحد الأدنى من الضمانات الاجتماعية.
- التقيد بمعايير الفحص الفني.